# 'Abd al-Rahman al-Itrabanishi
ʿAbd al-Raḥmān al-Itrābānishī (in arabo ﻋﺒﺪ ﺍﻟﺮﺤﻤﺎﻦ ﺍلاﺗﺮاباﻧﺸﻲ‎?; Trapani, ... – ...; fl. XII secolo) fu un poeta di lingua siculo-araba vissuto nel XII secolo.
Era membro della corte reale normanna di Ruggero II dove svolgeva anche le funzioni di segretario. Tra i pochi versi giunti fino a noi: 
Egli celebra nello stile tipico dei poeti arabi del medioevo la dolcezza e le bellezze di una residenza reale a Palermo: la Favara, in cui fu costruito dall'Emiro kalbita Jaʿfar un palazzo (il Qaṣr al-Jaʿfar) che sarà in epoca successiva chiamato "di Maredolce".